# MAN NM 152(2)
Pour le modèle précédent, voir MAN NM 152.
Le MAN NM 152(2) est un midibus construit par MAN et Göppel.

## Histoire
En 1992, le MAN NM 152 est remplacé par son successeur : le MAN NM 152(2), ce dernier reprend cependant les caractéristiques principales du 152. Les quelques modifications concernent les sièges et les fenêtres.
Le MAN NM 152(2) reprend le châssis de son prédécesseur, la carrosserie est fabriquée Göppel et le moteur atteint la puissance de 155 ch. Le passage aux moteurs de la norme Euro 2 donne naissance aux NM 192 (190 ch) et NM 222 (220 ch).
La production a cessé en 1998. Les midibus sont adaptés aux lignes à faible fréquentation et la demande reste limitée, peu de NM 192(2) ont été construits. Cependant, MAN et Göppel restent leader dans le secteur du midibus.
1997 NM 152 (2) et NM était 192 MAN NM 223 détaché et en 1998 a cessé sa production.
La base de ce midibus a servi à créer le MAN NMT 222, version trolleybus pour les transports en commun de Lyon. La carrosserie a cette fois été fournie par Hess et la partie électrique par Kiepe Elektrik.

## Caractéristiques techniques
Ce midibus possède 24 places assises et 30 places debout soit 54 places au total.
- Longueur             = 9,150 m
- Largeur              = 2,500 m
- Hauteur              = 2,757 m
- Empattement          = 4,395 m
- Poids à vide         = 12,400 t
- Puissance            = 155 ch pour le NM 152(2), 190 ch pour le NM 192 et 220 ch pour le NM 222